# Wanna Bet?
Wanna Bet? è stata una trasmissione televisiva statunitense andata in onda su CBS nel 1993 e di nuovo su ABC nel 2008 e basato sulla versione originale tedesca Wetten, dass..?. La prima versione andò in onda il 21 aprile 1993 condotto da Gordon Elliott e Mark McEwen, ma visto il scarso successo venne subito cancellato. Ritornò poi nel 2008 condotto da Ant & Dec sull'emittente ABC

## Edizioni
| Edizione | Conduzione | Rete televisiva | Prima puntata  | Ultima puntata   | Puntate |
| -------- | ---------- | --------------- | -------------- | ---------------- | ------- |
| 1        | Ant & Dec  | ABC             | 21 luglio 2008 | 2 settembre 2008 | 6       |

### Speciali
| Edizione | Conduzione                   | Rete televisiva | Prima puntata  | Ultima puntata | Puntate |
| -------- | ---------------------------- | --------------- | -------------- | -------------- | ------- |
| Speciale | Gordon Elliott e Mark McEwen | CBS             | 21 aprile 1993 | 21 aprile 1993 | 1       |